# Calpocalyx
Genre
Calpocalyx est un genre de plantes à fleurs dicotylédones de la famille des Fabaceae, sous-famille des Mimosoideae, originaire d'Afrique occidentale et centrale, qui compte 11 espèces acceptées.

## Liste d'espèces
Selon Catalogue of Life (22 avril 2019) et The Plant List (22 avril 2019) :
- Calpocalyx atlanticus Villiers
- Calpocalyx aubrevillei Pellegr.
- Calpocalyx brevibracteatus Harms
- Calpocalyx brevifolius Villiers
- Calpocalyx cauliflorus Hoyle
- Calpocalyx dinklagei Harms
- Calpocalyx heitzii Pellegr.
- Calpocalyx klainei Harms
- Calpocalyx letestui Pellegr.
- Calpocalyx ngouniensis Pellegr.
- Calpocalyx winkleri (Harms) Harms

Selon Tropicos (22 avril 2019) (Attention liste brute contenant possiblement des synonymes) :
- Calpocalyx atlanticus Villiers
- Calpocalyx aubrevillei Pellegr.
- Calpocalyx brevibracteatus Harms
- Calpocalyx brevifolius Villiers
- Calpocalyx cauliflorus Hoyle
- Calpocalyx crawfordianus Mendes
- Calpocalyx dinklagei Harms
- Calpocalyx heitzii Pellegr.
- Calpocalyx klainei Pierre ex Harms
- Calpocalyx le-testui Pellegr.
- Calpocalyx macrostachys Harms
- Calpocalyx ngouniensis Pellegr.
- Calpocalyx sericea Hutch. & Dalziel
- Calpocalyx winkleri (Harms) Harms